# نفعية المصلحة
نفعية المصلحة شكل من أشكال النفعية في الفلسفة المعاصرة. وهي تختلف عن النفعية الأصلية من حيث أنها تقدر الأفعال التي تحقق أكبر قدر من المصالح الشخصية، لا الأفعال التي تولد أكبر قدر من المتعة.